# NGC 5202
NGC 5202 is een spiraalvormig sterrenstelsel in het sterrenbeeld Maagd. Het hemelobject werd op 12 april 1864 ontdekt door de Duitse astronoom Albert Marth.

## Synoniemen
- ZWG 17.10
- PGC 47589